# La alegría ha vuelto a la ciudad
La alegría ha vuelto a la ciudad es la décima producción discográfica solista del cantante argentino de rock Miguel Mateos.
El disco demuestra toda la capacidad musical de Miguel a la hora de componer ya que el disco tiene canciones que van desde un rock potente con guitarras estruendosas y poderosas hasta temas acústicos con aires a folk.

## Lista de canciones
Todas las canciones escritas y compuestas por Miguel Mateos. 
| N.º   | Título                                     | Duración |  |
| 1.    | «Loco»                                     | 3:29     |  |
| 2.    | «Darlin»                                   | 4:24     |  |
| 3.    | «Buenos días sol»                          | 3:02     |  |
| 4.    | «Sellado por un beso»                      | 4:14     |  |
| 5.    | «El ritmo del corazón»                     | 3:40     |  |
| 6.    | «Nunca es como la primera vez»             | 4:54     |  |
| 7.    | «Otra de esas noches solitarias»           | 4:04     |  |
| 8.    | «Si está bien para vos, está bien para mi» | 3:47     |  |
| 9.    | «La bestia en mí»                          | 2:46     |  |
| 10.   | «Un ying para un yang»                     | 3:19     |  |
| 11.   | «Solo amor»                                | 4:25     |  |
| 12.   | «Wonderland»                               | 3:29     |  |
| 13.   | «Cuánto tiempo más»                        | 3:46     |  |
| 14.   | «La alegría ha vuelto a la ciudad»         | 4:28     |  |
| 53:40 |                                            |          |  |

## Grabación
- Miguel Mateos: voz, teclados y guitarras.
- Alejandro Mateos: batería y coros.
- Roly Ureta: guitarras.
- Ariel Pozzo: guitarras.
- Nano Novello: teclados
- Alan Ballan: bajo
- Cachorro López: bajo
- Ricardo Pegnotti: banjo, guitarra acústica y pedal steel guitar
- Juan Mateos: guitarra

Ingeniero de mezcla: Florian Ammon
- Datos: Q17274658